# BitTornado
BitTornado est un client BitTorrent. C'est le successeur de Shad0w's Experimental Client, et est programmé par la même personne. L'interface ressemble aux clients BitTorrent originaux, mais avec des fonctionnalités ajoutées:
- Limitation de la vitesse de download et de upload
- Priorités de téléchargement
- Informations détaillées à propos des connexions des autres peers

Il est programmé en Python, pour être indépendant de la plateforme.